# 優加法性
数学における数列 {an}n≥1 が優加法的（ゆうかほうてき、英: superadditive）であるとは、不等式
{\displaystyle a_{n+m}\geq a_{n}+a_{m}}
を任意の m, n が満たすときに言う。優加法列を考える大きな理由として、フェケテ・ミハーイによる次の補題が挙げられる。
補題 (Fekete)任意の優加法的数列 {an}n≥1 に対し、極限 lim an/n は存在して sup an/n に等しい。
ここで「極限がある」というのは、正の無限大に発散する場合を含めて言う。例えば数列 an = log n! はそうである。
同様に、函数 f(x) が優加法的であるとは
{\displaystyle f(x+y)\geq f(x)+f(y)}
を f の定義域に属する任意の x, y について満たすことを言う。
例えば平方函数 f(x) = x2 は任意の非負実数に対して優加法的である。実際、x, y がともに非負ならば、x + y の自乗は x の自乗と y の自乗との和よりも常に大きい。
フェケテの補題は、劣加法函数に関しても類似の定理が成立する。あるいは劣加法性の定義不等式を全ての m, n が満たすとは限らない場合に関しても、フェケテの補題を拡張することができる。またこれらの結果から、ある種の劣加法性と優加法性を併せ持つならば、フェケテの補題が存在を保証する極限への収斂の速さ (the rate of convergence) も知ることができる。この話題の良い説明が Steele (1997) にある。
f が優加法的函数で定義域に 0 を含むならば f(0) ≤ 0 である。実際、定義不等式を f(x) ≤ f(x + y) − f(y) と変形して x = 0 とおけば f(0) ≤ f(0 + y) − f(y) = 0 を得る。
優加法的函数の符号を反転したものは劣加法的である。

## 優加法的函数の例
- 相互情報量
- ホースト・アルツァー[3]はアダマール・ガンマ函数 H(x) が x, y ≥ 1.5031 なる任意の実数 x, y に対して優加法的であることを示した。